# Gebhard Johann Essenius
Gebhard Johann Essenius (* 28. Oktober 1688 in Breese im Bruche; † 7. Mai 1762 in Gommern) war ein deutscher evangelischer Theologe.

## Leben
Essenius, ein Sohn des Pastors Martin Eberhard Essenius in Breese im Bruche, studierte Theologie in Halle und Jena und wurde 1715 Hofdiakon des Grafen von Callenberg in Muskau, 1722 Pfarrer in Nahrstedt, 1725 Pfarrer in Lüderitz (Altmark), 1727 Diakon in Tangermünde, 1737 Pastor und Superintendent in Gommern.

## Werke
- Compendium historiae universalis (Budissin 1720)
- Ein Katechismus (Budissin 1722)
- Abschiedspredigt zu Muskau gehalten (Budissin 1722)
- Katechismus Tabellen (Salzwedel 1746)